# ヨーイ・ブウネ
ヨーイ・ブウネ（蘭: Joy Beune, 1999年4月28日 - ）は、オランダ王国オーファーアイセル州出身のスピードスケート選手である。2019年世界距離別選手権女子団体追抜2位、2024年距離別選手権女子5000m、団体追抜で優勝、1500mで3位を獲得している。

## 脚註
1. ↑  “SS - Person Bio”. 2024年2月20日時点のオリジナルよりアーカイブ。2024年3月10日閲覧。